# Temple d'Anahita
El Temple d'Anahita (en persa: معبد آناهیتا پرستشگاه آناهیتا) és el nom d'un dels dos jaciments arqueològics de l'Iran que sembla que es van construir per a venerar l'antiga deïtat Anahita. El més gran i més conegut dels dos se'n troba a Kangāvar, a la província de Kermansah, i l'altre a Bixapur.
Les restes de Kangavar mostren un edifici de caràcter hel·lenístic, però amb dissenys arquitectònics perses. Les enormes dimensions del sòcol, per exemple, que fan un poc més de 200 m de costat, i els fonaments megalítics, que provenen de les plataformes de pedra aquemènides, «constitueixen elements perses». Això és recolzat per les «dues escales laterals que pugen a la plataforma de pedra massiva que recorden les tradicions aquemènides», en concret la del Palau d'Apadana de Persèpolis.

## Disputa sobre la seua delimitació
Hi ha controvèrsia entre els acadèmics a l'hora d'identificar l'estructura principal del jaciment. L'Encyclopædia Iranica sobre aquest tema conclou:
| « | Fins que no se'n facen més excavacions detallades, no es podran donar judicis definitius sobre la funció de la plataforma de Kangavar. | » |

L'excavació va començar-ne al 1968, moment en què la «gran estructura amb les grans columnes jòniques sobre una alta plataforma de pedra» havia estat relacionada amb un comentari d'Isidor de Càrax, que es refereix a un «Temple d'Àrtemis». Les referències a Àrtemis a l'Iran se solen interpreten com a referències a Anahita, i en conseqüència, s'ha cregut que es tractava d'un «temple columnar dedicat a Anahita».
Karim Pirnia, un dels partidaris d'aquesta opinió, pensa que l'edifici pertany a l'estil de Pàrtia, que es va renovar en l'etapa sassànida. Warwick Ball considera que l'estructura «és una de les millors obres d'arquitectura parta», que té una «forma de temple romà oriental», amb èmfasi arquitectònic en els tèmenos. El mateix que Arthur Upham Pope (1965, 1971), Ball (2001) està d'acord que el temple arquitectònicament «recorda les tradicions aquemènides». Aquests i altres estudiosos continuen examinant el temple com atribuït a la deïtat Anahita.
El 1981, un informe d'un excavador, Massoud Azarnoush, afirmava que la construcció «no tenia les característiques necessàries que poguessin identificar-lo com un temple». Ali Akbar Sarfaraz, anterior cap de l'equip d'arqueologia de la Universitat de Teheran, hi està d'acord. La teoria més sostinguda per aquest grup és que la ruïna és d'un «palau sassànida tardà».

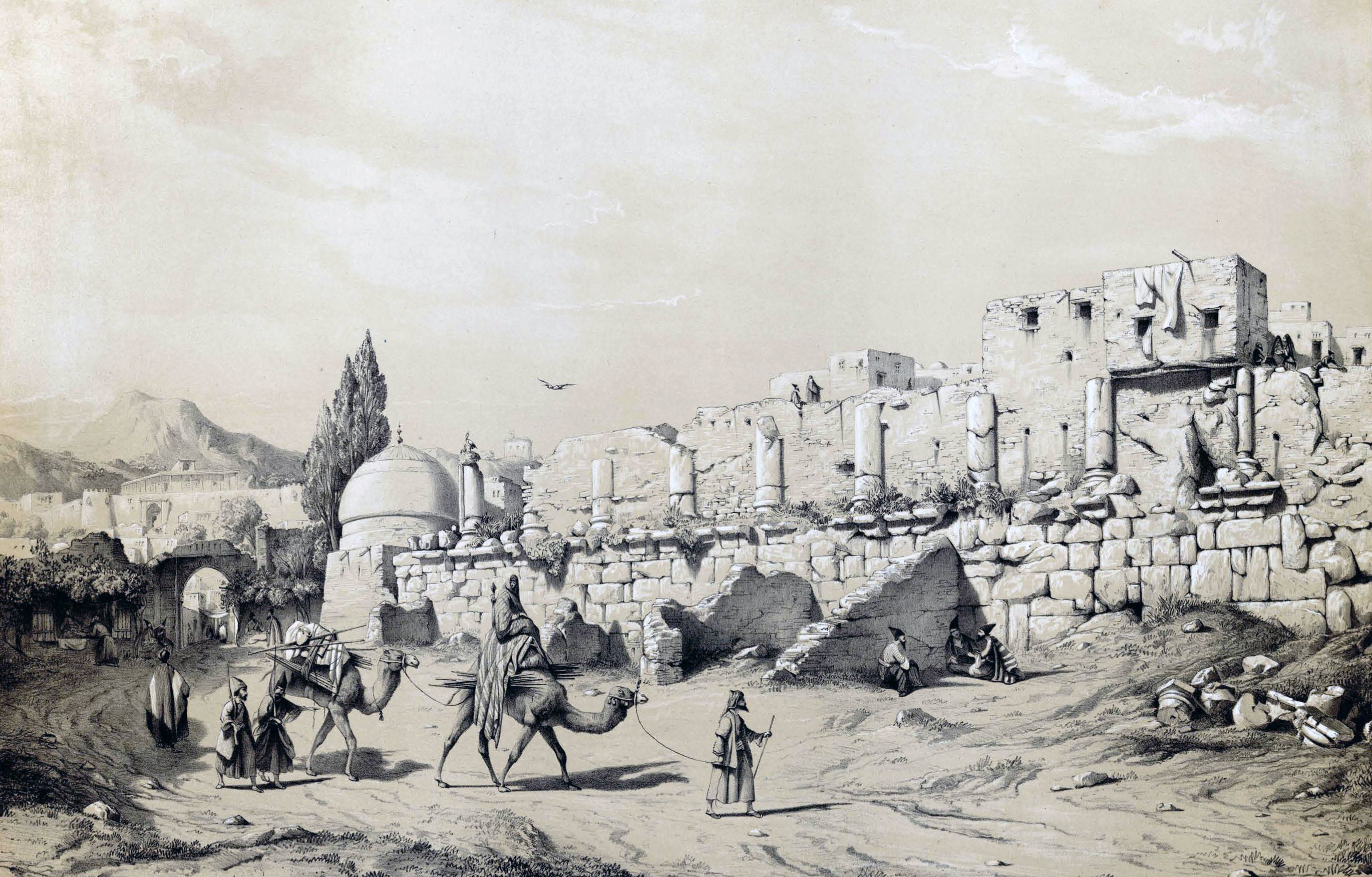
Dibuix d'Eugène Flandin, c. 1840. Va fer esment de l'edifici com a "temple grec"

Finalment, un tercer grup opina que el jaciment es va construir en el període aquemènida i va sofrir fases diferents de construcció. D'aquest grup, es pot esmentar l'arqueòleg S. Kambakhsh Fard.

## Disputa sobre la data de construcció
Al principi, es proposà el 200 abans de la nostra era per a la construcció del temple. «Sota els parts qualsevol influència occidental observable pot ser una supervivència del període hel·lenístic, que és la raó per la qual el monument de Kangāvar una volta fou acceptablement datat com a part primerenc, mentre que les recerques recents demostren que era sassànida tardà».
En aquest sentit, però, Warwick Ball diu:
| « | Els estudis anteriors afavoriren una data (Imperi selèucida), amb alguns suggerint una data aquemènida per a la plataforma. Una data del període dels parts ha estat més generalment afavorida per motius estilístics; les excavacions recents, però, trobaren evidència d'una gran construcció sassànida. Tanmateix, els tèmenos amb columnates són diferents en quasi tots els aspectes de l'arquitectura sassànida. Probablement, el temple va patir molts períodes importants de reconstrucció, potser amb una data del segle II per als tèmenos amb columnates, i una gran reconstrucció sassànida de l'edifici del santuari interior. | » |